# Georges de Feure
 (août 2024).
La mise en forme du texte ne suit pas les recommandations de Wikipédia : il faut le « wikifier ».
Les points d'amélioration suivants sont les cas les plus fréquents. Le détail des points à revoir est peut-être précisé sur la page de discussion.
- Les titres sont pré-formatés par le logiciel. Ils ne sont ni en capitales, ni en gras.
- Le texte ne doit pas être écrit en capitales (les noms de famille non plus), ni en gras, ni en italique, ni en « petit »…
- Le gras n'est utilisé que pour surligner le titre de l'article dans l'introduction, une seule fois.
- L'italique est rarement utilisé : mots en langue étrangère, titres d'œuvres, noms de bateaux, etc.
- Les citations ne sont pas en italique mais en corps de texte normal. Elles sont entourées par des guillemets français : « et ».
- Les listes à puces sont à éviter, des paragraphes rédigés étant largement préférés. Les tableaux sont à réserver à la présentation de données structurées (résultats, etc.).
- Les appels de note de bas de page (petits chiffres en exposant, introduits par l'outil «  Source ») sont à placer entre la fin de phrase et le point final[comme ça].
- Les liens internes (vers d'autres articles de Wikipédia) sont à choisir avec parcimonie. Créez des liens vers des articles approfondissant le sujet. Les termes génériques sans rapport avec le sujet sont à éviter, ainsi que les répétitions de liens vers un même terme.
- Les liens externes sont à placer uniquement dans une section « Liens externes », à la fin de l'article. Ces liens sont à choisir avec parcimonie suivant les règles définies. Si un lien sert de source à l'article, son insertion dans le texte est à faire par les notes de bas de page.
- La présentation des références doit suivre les conventions bibliographiques. Il est recommandé d'utiliser les modèles {{Ouvrage}}, {{Chapitre}}, {{Article}}, {{Lien web}} et/ou {{Bibliographie}}. Le mode d'édition visuel peut mettre en forme automatiquement les références.
- Insérer une infobox (cadre d'informations à droite) n'est pas obligatoire pour parachever la mise en page.

Pour une aide détaillée, merci de consulter Aide:Wikification.
Si vous pensez que ces points ont été résolus, vous pouvez retirer ce bandeau et améliorer la mise en forme d'un autre article.

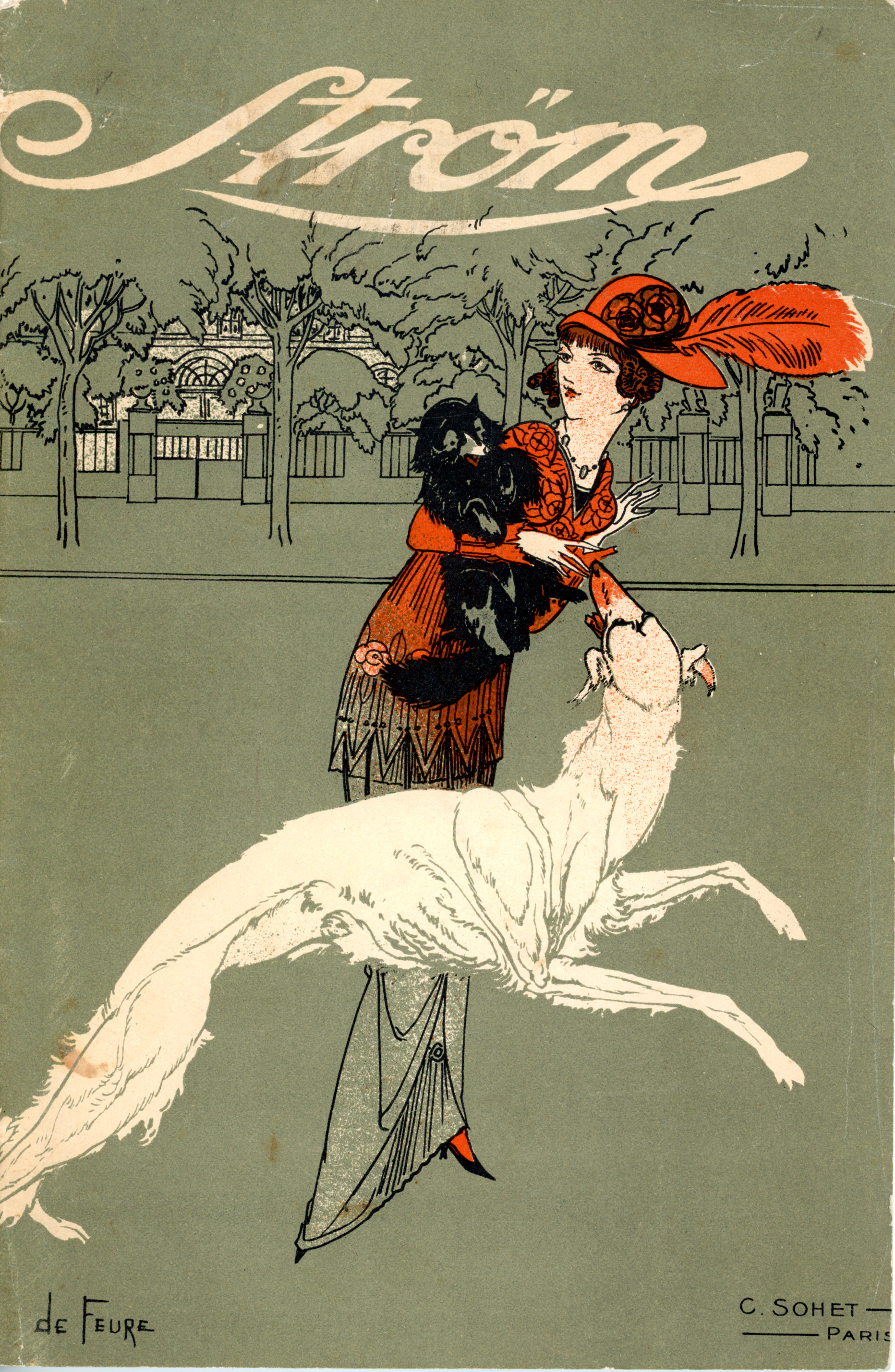
Illustration de mode par Georges de Feure - catalogue maison Ström

Georges de Feure, pseudonyme de Georges Joseph van Sluÿters né le 6 septembre 1868 à Paris et mort le 26 novembre 1943 dans la même ville, est un peintre, affichiste et designer de meubles, d'objets décoratifs et d'aéroplanes français.

## Origines
Georges Joseph van Sluijters est d'origine hollandaise par son père et belge par sa mère, née à Liège. Il est né à Paris en 1868, mais la famille est obligée d'émigrer aux Pays-Bas en 1870 lors du déclenchement de la guerre franco-prussienne. Son père est architecte.

## Parcours

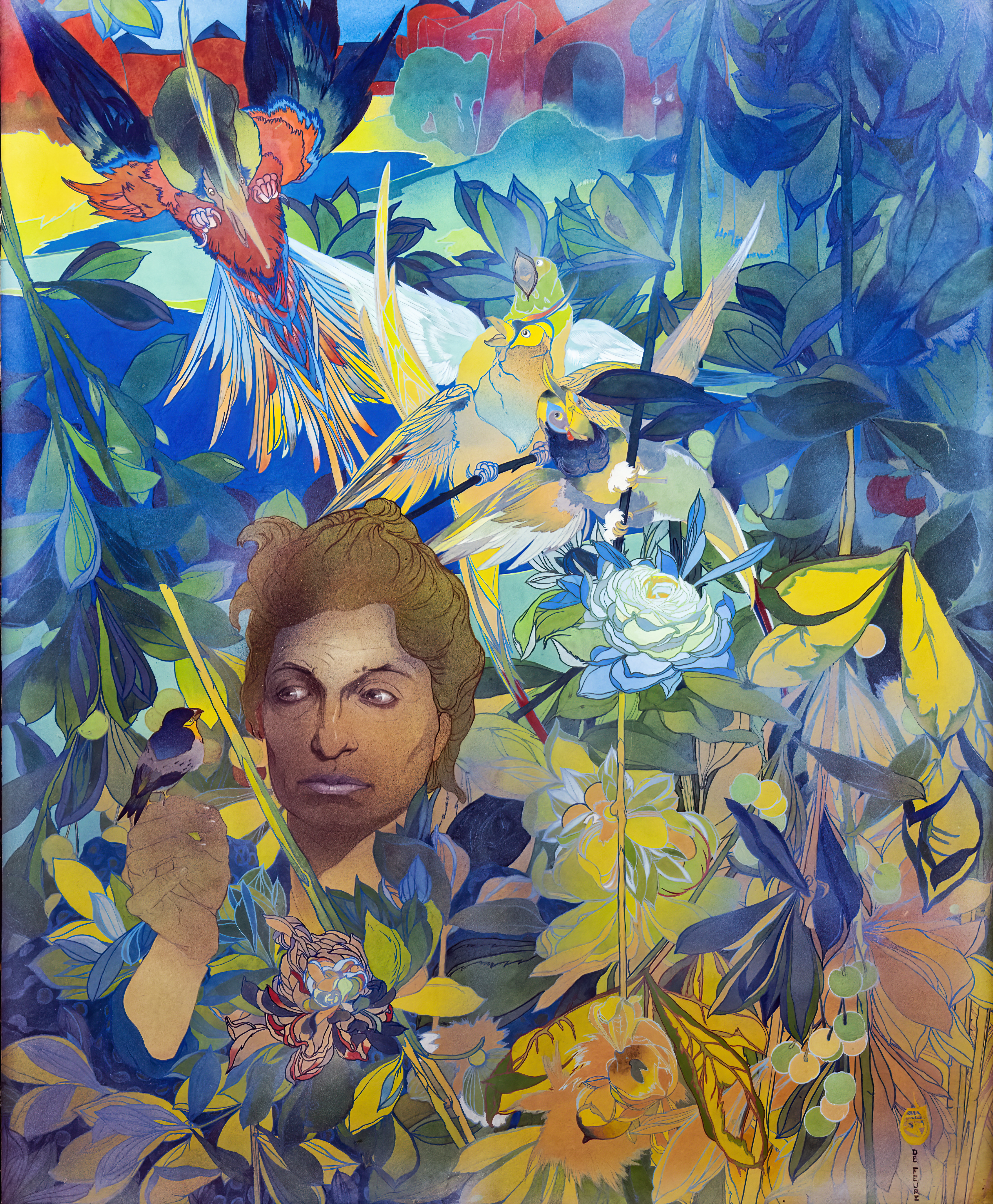
La Femme-fleur (1993-1894), aquarelle, collection particulière.

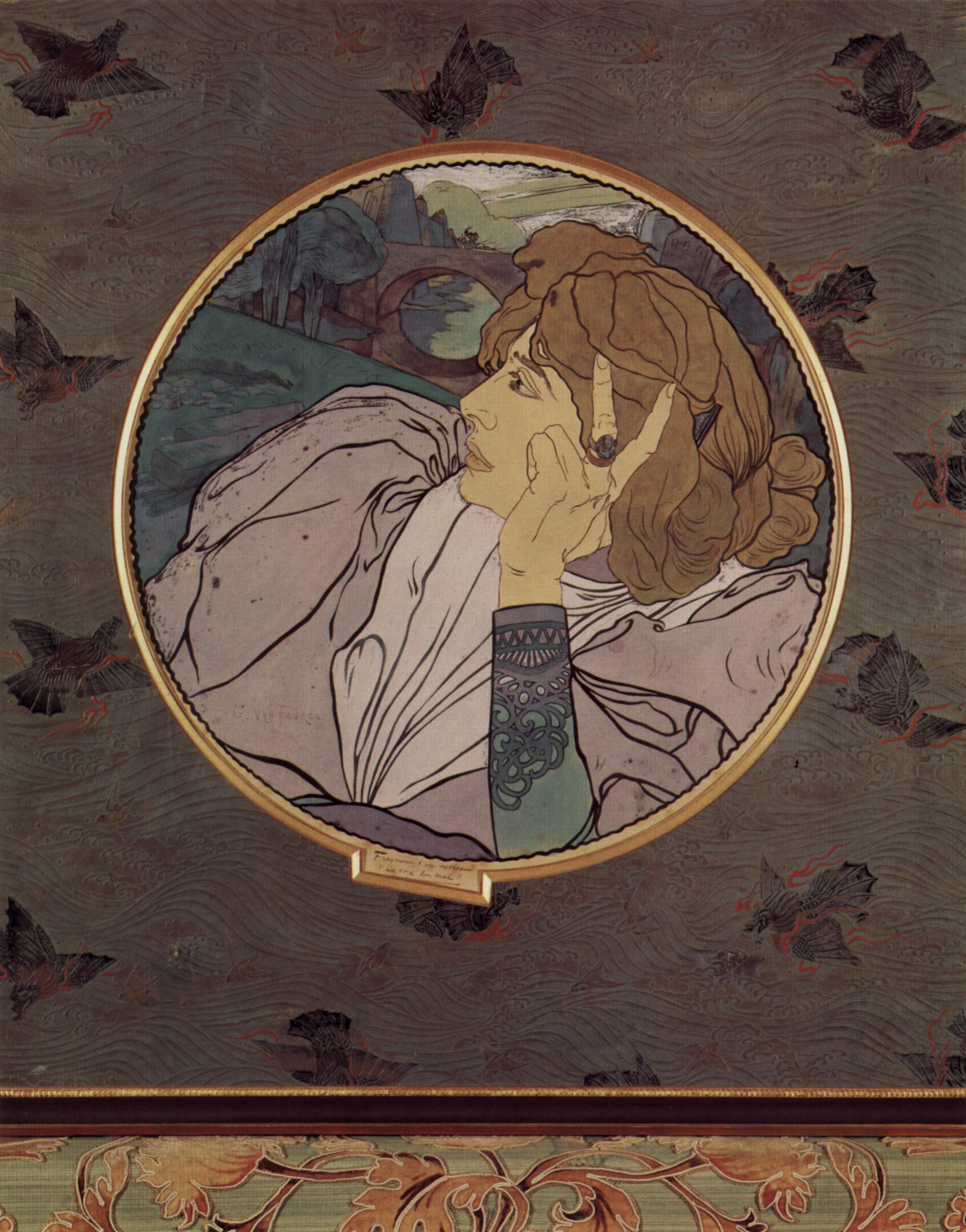
Mélancolie (1895), gouache, collection particulière.

En 1886, Georges de Feure est admis à l'Académie royale des beaux-arts d'Amsterdam, qu'il abandonne au bout de deux jours. Il vient à Paris en 1889 et s'établit à Montmartre ; il se joint à la bohème parisienne. Son cercle d'intimes inclut les compositeurs Claude Debussy, Maurice Ravel et Erik Satie. Son œuvre pictural est définitivement inspiré par les poèmes de Charles Baudelaire et les romans de Georges Rodenbach. Dans les années 1890, il est reconnu par Puvis de Chavannes comme l'un des peintres les plus importants du mouvement symboliste français. Pour vivre, il devient illustrateur pour Le Courrier français, Le Figaro illustré et pour deux périodiques de la maison Goupil & Cie, Le Théâtre et Les Modes. Georges de Feure participe au Salon des Cent et quatre de ses affiches sont publiées dans Les Maîtres de l'affiche.
Son œuvre est caractérisée par de nombreuses représentations de la femme fatale, thème que l'on retrouve dans l'ensemble des œuvres du courant Art nouveau.
Sa renommée comme peintre symboliste et son expérience comme affichiste poussent le marchand d'art Siegfried Bing à l'approcher afin de lui confier la réalisation de la façade du « pavillon de l'Art nouveau » à l'Exposition universelle de 1900 qui se tient à Paris. De plus, Bing confie à de Feure, en compagnie d'Eugène Gaillard et Édouard Colonna, la réalisation de deux intérieurs dans ce même pavillon. Les meubles et les objets décoratifs qu'il conçoit pour le boudoir sont louangés par la critique, qui y voit une représentation de la quintessence de l'art français. On vante leur délicatesse et leur grâce toute féminine. Gabriel Mourey, pour la revue Les Arts décoratifs, les décrit alors comme « un des ensembles décoratifs les plus exquis et parfaits que notre époque ait créés ». Trois ans plus tôt, il avait écrit un long article sur Feure dans The Studio.
Quatre de ses affiches sont reproduites dans la revue Les Maîtres de l'affiche (1895-1900), à savoir : 5e exposition du Salon des Cent, Magasin des nouveautés Jeanne d'Arc, Le Journal des ventes et Thés du Palais Indien. Il collabore aussi à Cocorico.
Présenté en 1892 chez Le Barc de Boutteville dans le cercle des peintres symbolistes, il participe au Salon de la Rose-Croix en 1893 et 1894 et à la Sécession de Munich en 1896. Une grande rétrospective de son œuvre se tient à Paris en 1903, puis il se rend à Hambourg et La Haye.
Durant les premières décennies du XXe siècle, il continue à créer des ensembles décoratifs (évoluant du style Art nouveau vers le style Art déco), puis il fonde, en 1909, De Feure & Deperdussin (DFD & Cie), une compagnie de construction d'aéroplanes monoplans à rétropropulsion inversée avec, pour associé, Armand Deperdussin, lequel finira par l'écarter, avant d'être arrêté pour une sombre affaire de spéculations. Deux modèles sortirent des ateliers, le DFD1 et le DFD2, dont la conception associa Louis Béchereau. Lors des premiers essais, fin 1910, Georges de Feure a un grave accident : il se retire de l'affaire.
Il s'oriente ensuite vers la confection de costumes et de décors pour le théâtre, notamment à Londres où il vit durant la Première Guerre mondiale.
Durant les années 1920, il est conseiller artistique pour les magasins de Madeleine Vionnet, puis pour les établissements Schwarz-Haumont, spécialisés dans la construction de structures métalliques d'art.
En février 1942, après une longue maladie, il demande au ministère des Beaux-Arts d'acquérir deux de ses tableaux pour la collection nationale, ce qui lui est refusé. Il meurt le 26 novembre 1943 dans le Paris de l'Occupation et est enterré au Cimetière des Batignolles (27e division).

## Vie privée
Georges de Feure a trois enfants : deux fils, Jean-Corneille et Pierre-Louis, au début des années 1890, de sa maîtresse Pauline Domec ; puis une fille, de Marguerite Guibert, avec qui il s'est marié le 7 juillet 1897 à Charrais (Vienne).
Il se remarie vers 1915 avec Julienne Constance Raskin (Liège 1876-Neuilly-sur-Seine 1967)
.

## Œuvres dans les collections publiques

### Affiches
- Paris, département des estampes et de la photographie de la Bibliothèque nationale de France :
  - Casino de Paris. Edmée Lescot chanteuse cosmopolite, lithographie, 1890 ;
  - Fonty. Tous les soirs, Concert Européen, lithographie, 1890 ;
  - Le Diablotin journal [...] Bruxelles, lithographie, 1892 ;
  - Paris-Almanach édité par Sagot, lithographie, 1894 ;
  - Thés Palais Indiens, le meilleur des thés, lithographie, 1894 ;
  - 5e Exposition du 1er au 31 octobre, Salon des Cent, lithographie, 1894 ;
  - L'Horloge. Naya, lithographie, 1894 ;
  - Léo-Bert. Européen, lithographie, 1895 ;
  - Tous les soirs [...], Comédie Parisienne [.. .], La Loïe Fuller dans sa création nouvelle Salomé, lithographie, 1895 ;
  - Marjolaine, lithographie, 1896 ;
  - Chimères et grimaces : chansons de Xavier Privas, lithographie, 1897 ;
  - Pierrefort, 12 rue Bonaparte, lithographie, 1897-1898 ;
  - Le Journal des ventes, affiche lithographiée, 1899, imprimée à Bruxelles, Paris, musée des arts décoratifs ;
  - La Dépêche, lithographie, 1902 ;
  - Jane Derval. Folies-Bergère, lithographie, 1904.

Affiches de Georges de Feure
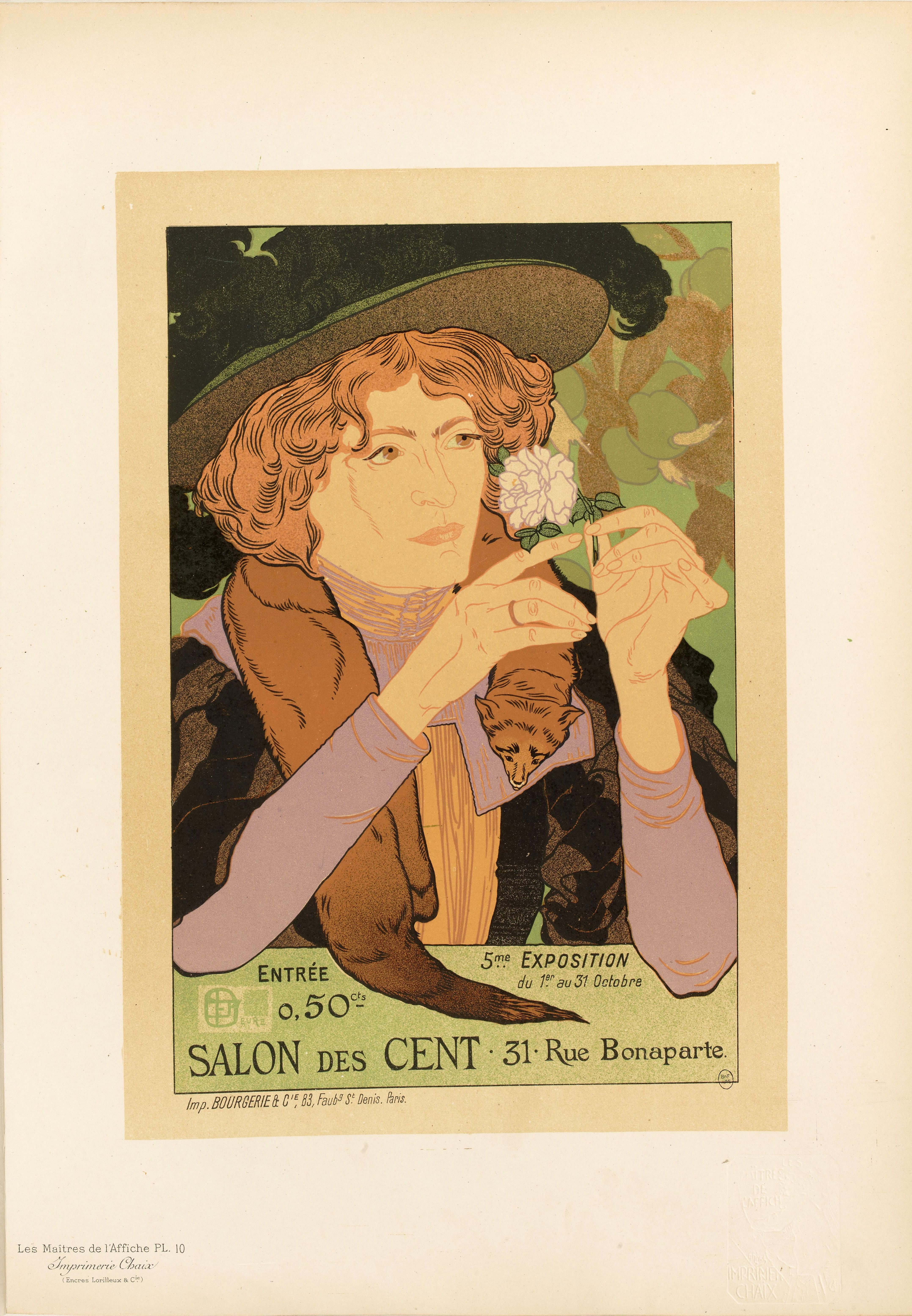
5e Exposition du 1er au 31 octobre, Salon des Cent (1895).
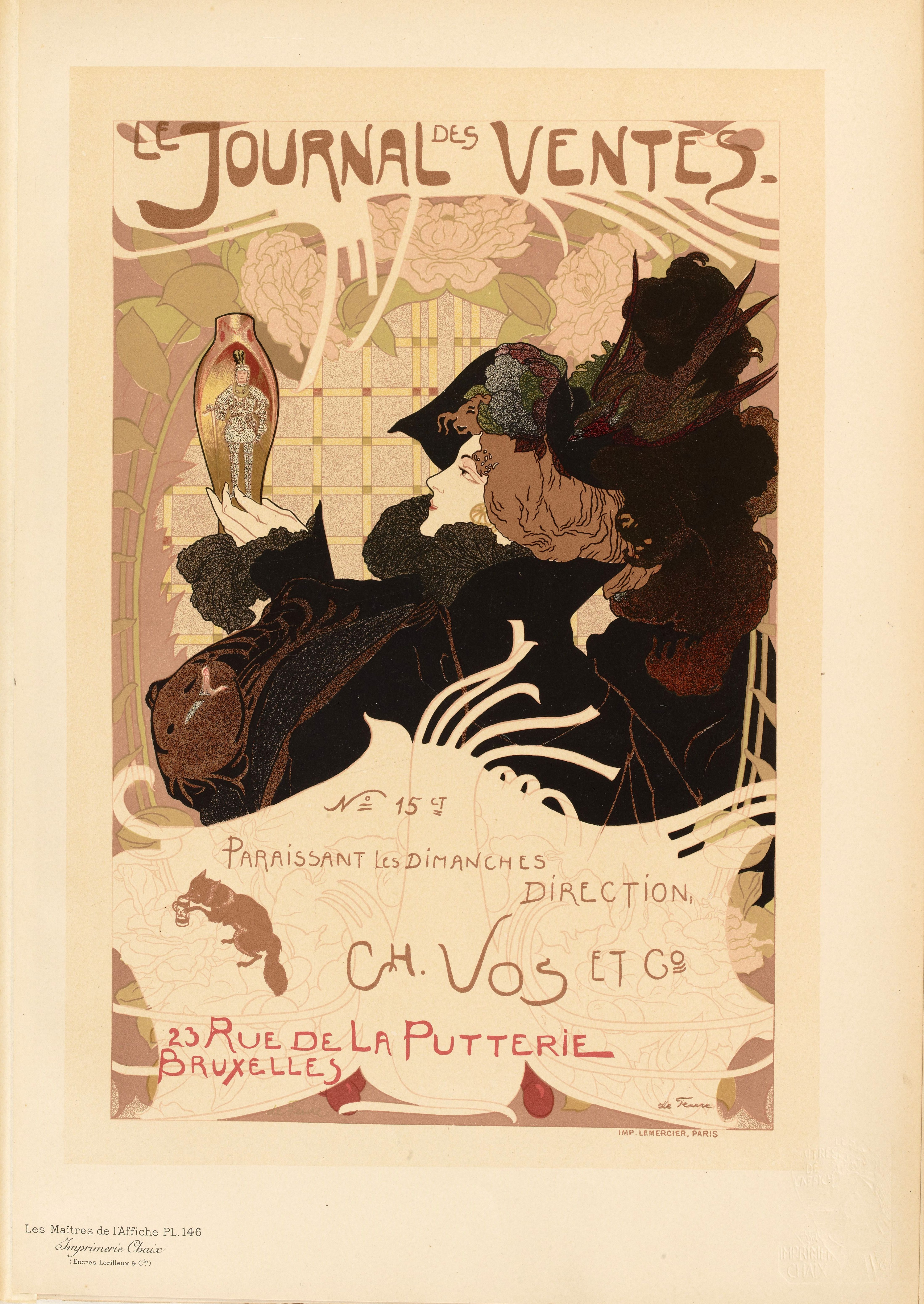
Le Journal des ventes (1895).
Marjolaine (1896).
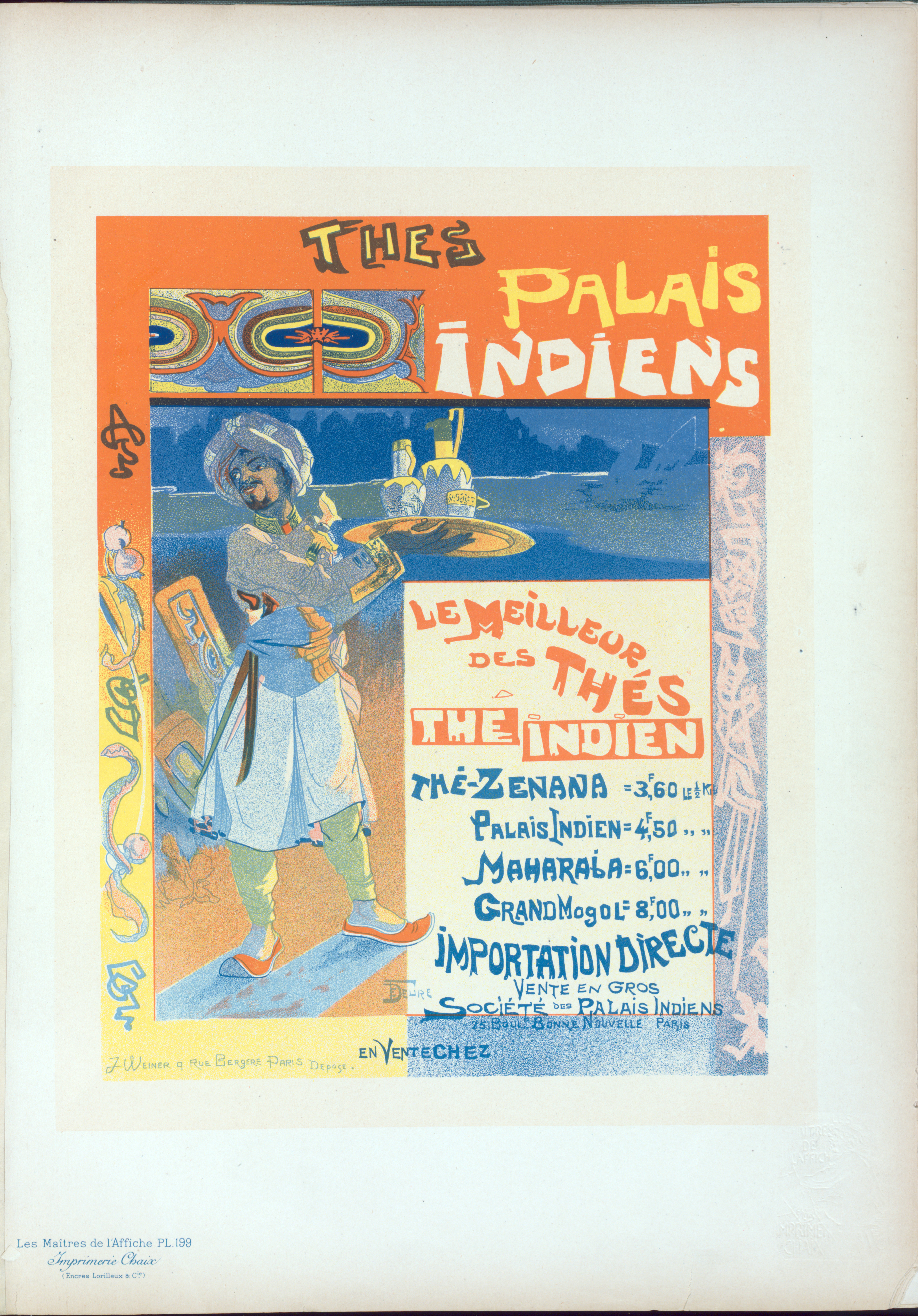
Thés Palais Indiens, le meilleur des thés (1900).
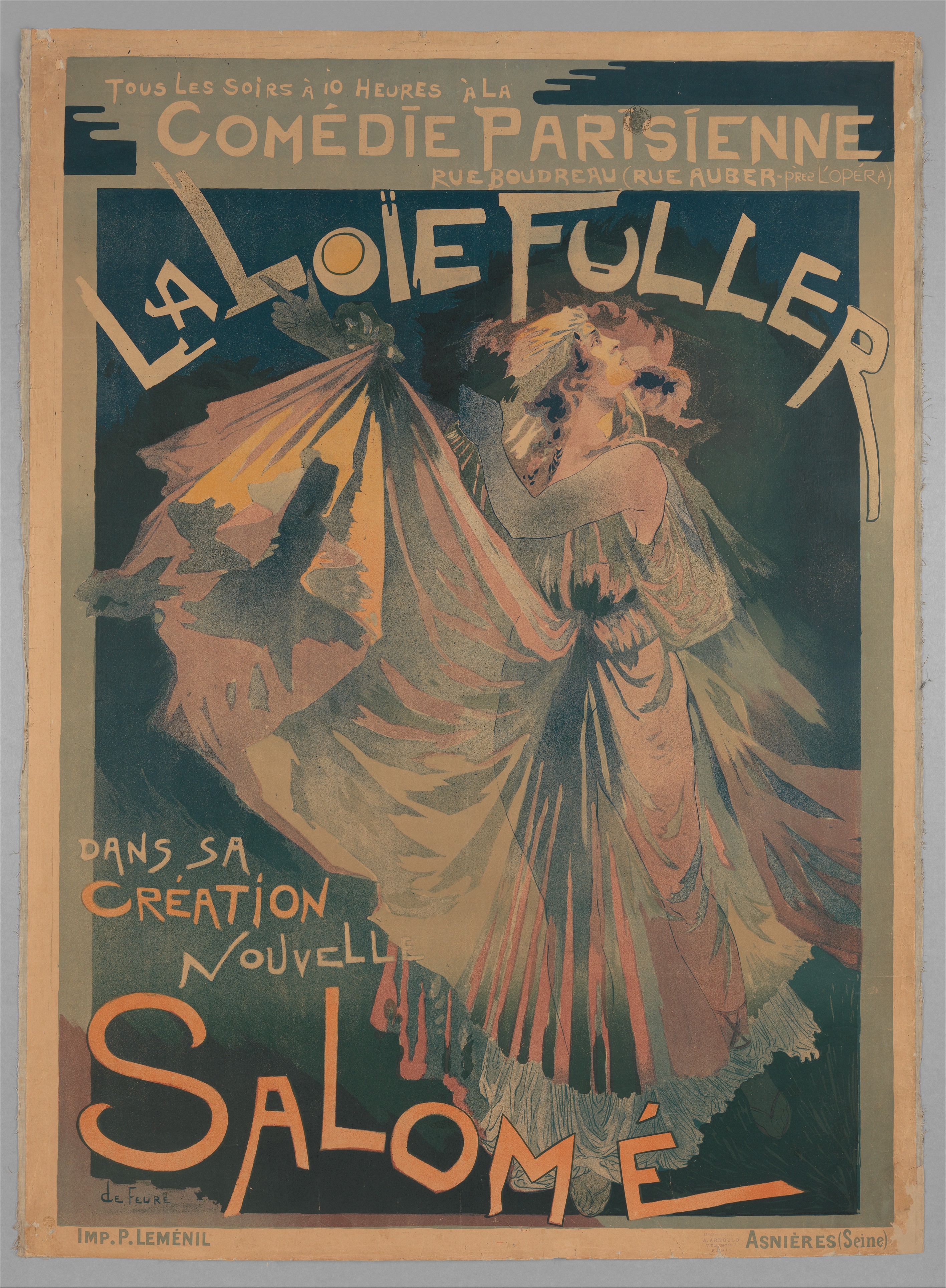
Loïe Fuller dans sa création Salomé (1900).
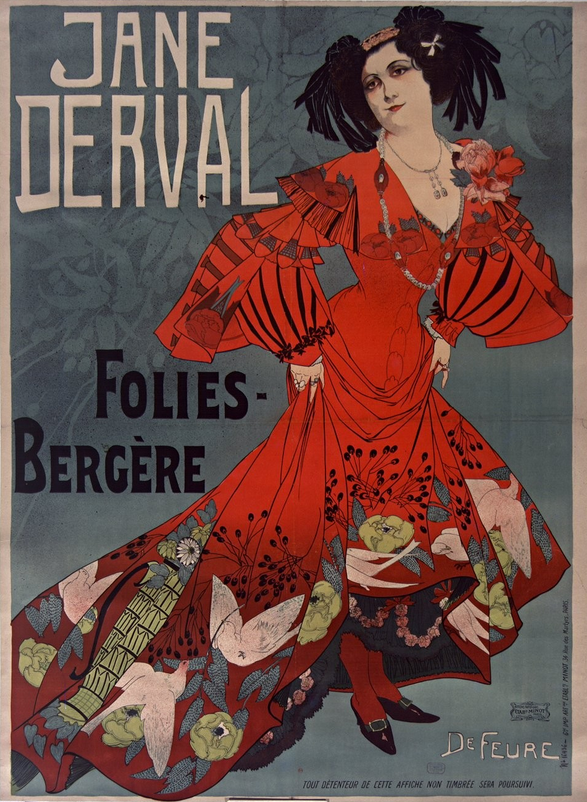
Jane Derval au Folies-Bergère (1904).

### Autres œuvres
- Amsterdam, Rijksmuseum : Paysage avec arbres, aquarelle, esquisse.
- Budapest, musée des Beaux-Arts : Vase en cuivre et argent, 1902, métal et émail, en collaboration avec Jakob Rappoport.
- Mâcon, musée des Ursulines : Le Château fantastique, huile sur panneau, 35 × 55 cm.
- Paris, musée des Arts décoratifs : divers objets décoratifs, vases, vaisselle, peignes, etc. dans le style Art nouveau.

### Ouvrages illustrés
- Féminies uit chapitres inédits dévoués à la femme, à l'amour, à la beauté par Gyp, Abel Hermant, Henri Lavedan, Marcel Schwob et Octave Uzanne ; frontispices en couleurs d'après Félicien Rops ; encadrements et vignettes de Léon Rudnicki ; [couv. ill. de Georges de Feure], Paris, Académie des beaux livres, 1896.
- Marcel Schwob, La Porte des rêves, 16 bois originaux et encadrements, Paris, Henri Floury, coll. Pour les bibliophiles indépendants dirigée par Octave Uzanne, 1899, 220 ex.
- La Femme, illustration de la couverture du Figaro illustré de février 1900[8].
- Victor Arwas, Paul Greenhalgh, Dominique Morel et Marc Restellini [archive], L'Art Nouveau, la Révolution décorative, cat. exp. (Paris, Pinacothèque de Paris, 2013), Paris, Pinacothèque de Paris/Skira, 2013.

Œuvres de Georges de Feure
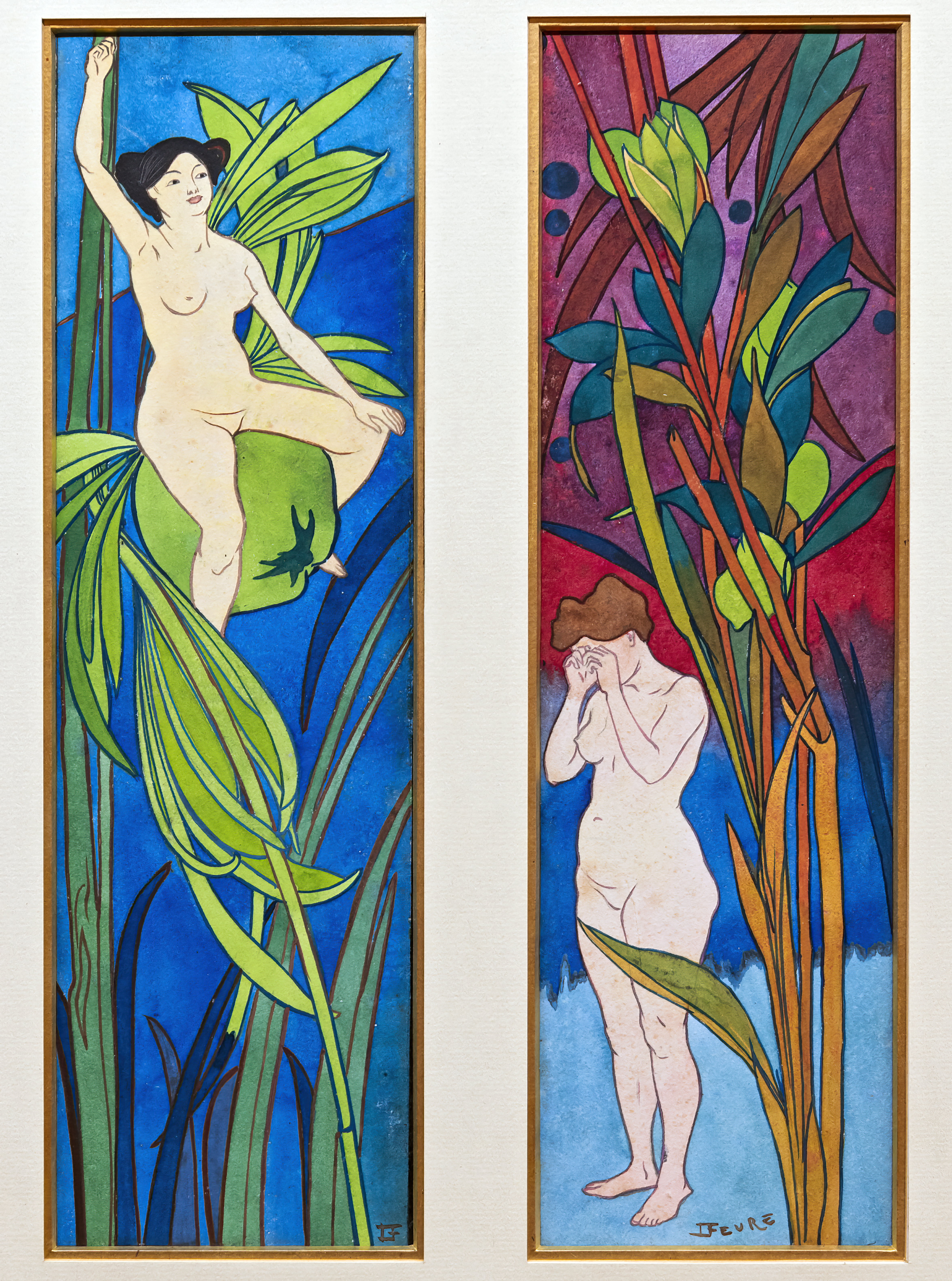
Fleurs et Fruits, aquarelles publiées dans le Courrier Français (1893).
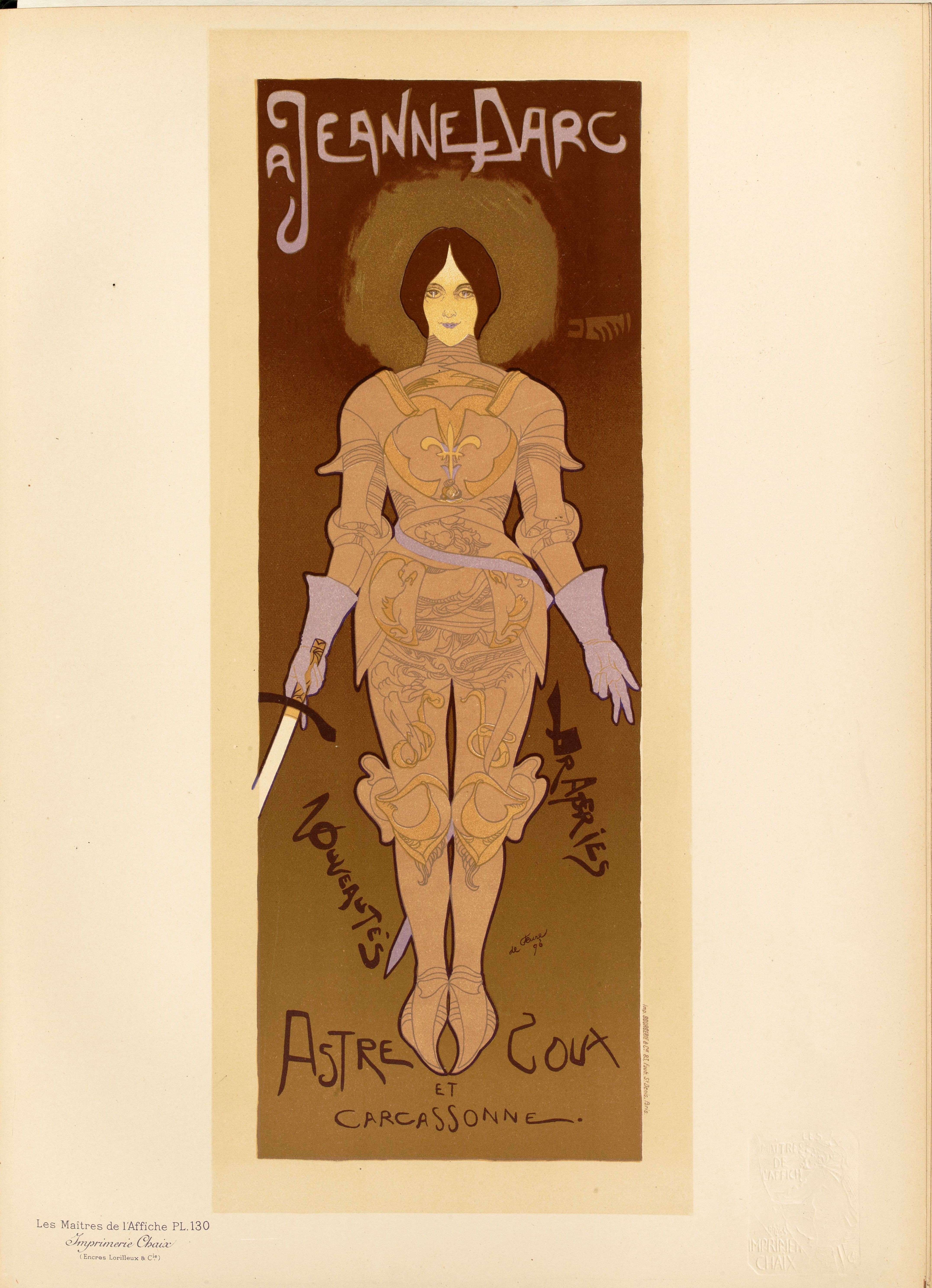
Jeanne d'Arc, affiche (1895).
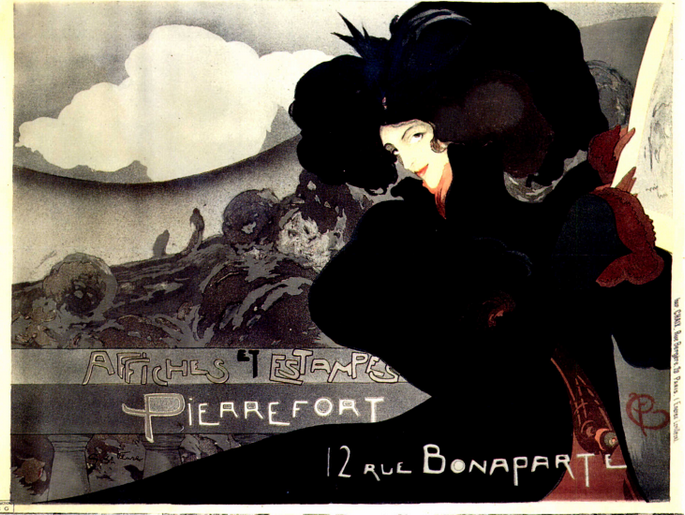
Affiches et estampes Pierrefort, affiche lithographiée (Paris, 1897-1898).
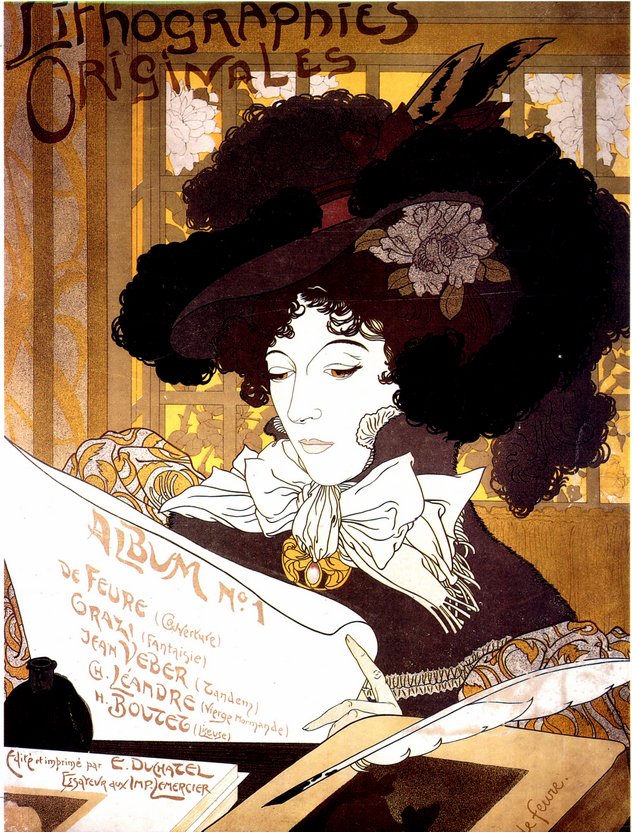
Lithographies originales Album no 1, affiche lithographiée (Paris, 1898).
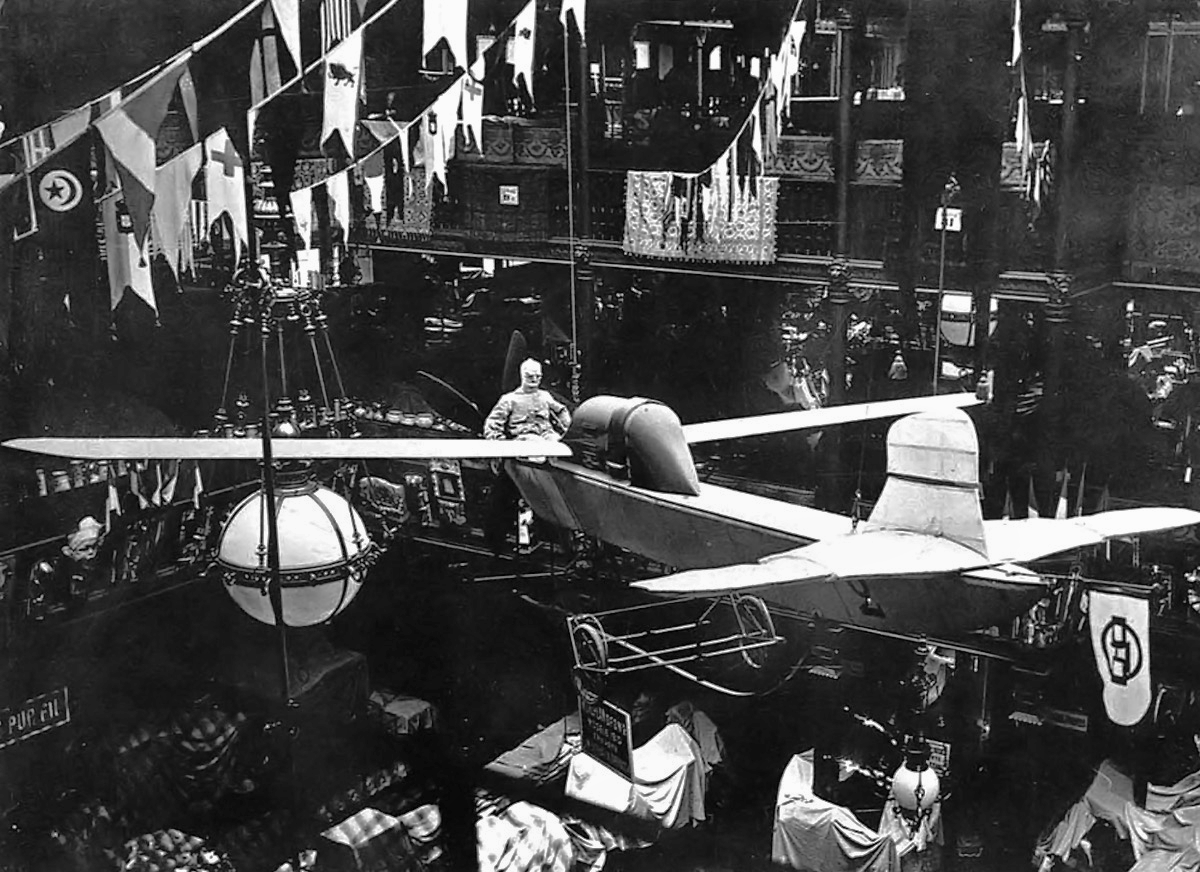
Le De Feure-Deperdussin 2 exposé au Bon Marché en 1910.